# 이정 (1895년)
이정(李楨, 1895년 ~ 1943년)은 충북 음성 출신의 한국의 독립운동가이다. 1963년 건국훈장 독립장을 받았다. KBS는 광복 74주년을 맞아 2019년 방송한 프로그램 '밀정'에서 이정이 일제의 밀정으로서 친일 행각을 했다고 밝혔다. 서울현충원에 위패가 설치된 또 다른 이정의 후손은 최근 KBS 보도로 피해를 입었다며 언론중재위원회에 보도를 정정해 달라고 제소했다. 동명이인인 이정 두 사람의의 행적을 보훈처 공훈록과 공적조서에는 동일인물로 기재해 놓았다. 이 때문에 한 사람이 두 사람 몫의 공적으로 한꺼번에 서훈을 받고 위패로 모셔져 있어 보훈처의 서훈 심사 과정에 문제가 많다는 게 드러났다.

## 생애
청산리전투의 김좌진 장군 비서로 최근 일제의 밀정으로 드러난 인물이다. KBS는 2019년 8월 13일 방송된 '밀정 1부 - 배신의 기록'에서 이정의 밀정 자료를 공개했다.
이정은 김좌진 장군과 함께 1920년 청산리전투를 수행한 독립군 대원으로서 김좌진의 막빈(=비서) 역할을 맡은 최측근이었다. 그가 남긴 ‘진중일지’는 청산리전투를 앞두고 북로군정서 내부 동향을 날마다 기록한 전장의 일기로 ‘독립운동사 자료집’에 수록돼 있는 귀중한 사료다. 이정은 이런 공로를 인정받아 1963년 건국훈장 독립장을 받았다.

## 밀정 행적 드러나

### 2019년 KBS의 밀정 보도
KBS는 2019년 8월 13일 방송된 밀정 1부 - 배신의 기록 방송에서 △일본과 중국 기밀문서 5만 장을 분석했고 △이를 토대로 일제강점기 한국인 밀정 혐의자 895명을 특정해 이들의 이름을 공개했다. △또 이들 가운데 ‘안중근 거사의 동지’ 우덕순과 ‘김좌진 장군의 비서’ 이정을 대표적 사례로 고발 보도했다.
KBS 탐사보도부는 일본 외무성 기밀문서에서 이정의 또렷한 이상 행적을 발견했다. 청산리 전투가 끝나고 4년 뒤인 1924년 그가 일제 측에 밀고한 내용을 보면 △독립군 간부들의 용모와 특징 △김좌진과 김원봉의 향후 합동 의거 계획 △군자금 모금 상황 등에 대해 매우 세세하게 일제 측에 밀고했음을 알 수 있다.
이정의 이름은 KBS 탐사보도부가 발굴한 일본 기밀문서에도 등장한다. <진중일지>를 쓰고 4년 뒤인 1924년, 그는 과거와 완전히 단절하고 동지를 배신한다. 그가 일제에 밀고한 내용을 토대로 작성된 위 일본 외무성 기밀 보고서는 57장이다.
이정은 김좌진 장군의 인상착의와 특징을 밀고했다. 취재진이 입수한 일본 기밀문서, 김좌진 36세 총사령관, 특기는 검술, 사격, 유도, 승마, 신장은 6척 1촌이고, 얼굴은 타원형이다. 이장녕, 이범석 선생 등 독립군 간부들의 개인별 특징까지 상세히 적혀 있다. 특기와 외모, 직책까지 일목요연하게 정리돼 있다.
핵심 간부가 아니면 알기 힘든 내용, 동지들의 비밀 정보를 일제에 밀고한 사람은 누굴까, 문서 앞에 선명히 쓰여진 이름 '이정', 김좌진 장군의 막빈, 즉 비서로 1963년 건국훈장 독립장을 받아 독립유공자가 돼 있다.
1924년 작성된 문건으로, 이정은 청산리 전투 4년 만에 밀정이 된 것이다. 문서는 총 57장으로 군자금 모금 과정과 독립군의 향후 계획 등 내부 기밀 정보가 낱낱이 담겨있다.
대한독립군단의 모든 것을 밀고했다고 해도 과언이 아니다. 김좌진 장군을 비롯한 이범석·김규식 등 독립군 간부들의 인상착의와 특징, 군자금 모금 과정과 그 책임자들, 독립군의 현 재정 상태, 김좌진·김원봉의 연합 의거 계획 등 온갖 치명적인 정보들이 일제에 다 넘겨졌다.
이정의 밀고 내용에 등장하는 이홍래는 이정의 밀고 한 달 후 체포돼 옥고를 치른다.
이정의 밀고 내용을 보면, 독립군의 군자금을 모집하기 위해 이홍래 선생이 교묘하게 변장해서 어디어디를 돌아다니면서 어떤 방식으로 돈을 모으고 있다고 세세하게 밀고하고 있다. 이정의 밀고가 있고 나서 한 달 뒤에 이홍래 선생은 일제에 붙잡혀 옥고를 치른다. 서울 현충원에는 밀고자 이정과 붙잡힌 이홍래의 위패가 나란히 안치돼 있다. 학계 전문가들은 취재진이 발굴한 이 자료에 대해 "경악할 만한 밀고"라고 평가했다.

### 또 다른 이정 유족의 반발
국립서울현충원의 이정 위패는 밀정 이정의 것이 아니라 동명이인의 독립유공자 이정의 위패라는 주장이 나왔다. 이정의 유족이라는 이상욱(이정의 손자)씨는 KBS 보도로 피해를 입었다며 언론중재위원회에 보도를 정정해 달라고 제소했다. 하지만 KBS는 공훈록과 보훈처 공식기록인 공적조서에 따라 밀정 이정(이하 이정 A)의 위패가 국립서울현충원에 안치된 것은 부인할 수 없는 사실이라고 반박했다. KBS는 방송에서 동명이인 이정(이정 B)이 존재한다는 사실도 알렸다고 전했다.
이정 B는 함경북도 경원이 본적이고, 1895년에 태어나 북로군정서 사관연성소 속성과를 나와 대종교 활동으로 옥고를 치르고 1943년 감옥에서 순교했다. 유족은 중국 해림시 신안진에서 이정 B의 시신을 유실했고, 1963년 건국훈장 받은 뒤 보훈처가 위패를 국립현충원에 안치했다고 주장했다. 충북 음성군 금왕면 내곡리가 본적으로 1883년 태어나 북로군정서에서 김좌진 장군 비서로 활동하고 우연치 않게 1943년 숨진 밀정 이정과 다른 인물이라는 것이다.
양측 주장을 종합하면 동명이인 이정이 존재한다. 보훈처가 두 사람을 구분하지 못하고 서훈 과정에서 착오를 일으키면서 빚어진 일로 보인다.
공교롭게도 이정 A와 이정 B는 한자와 종교도 같고 활동 시기와 지역도 비슷하다. 대종교 교인 명부인 '종문영질'이라는 책에는 두 사람의 이정을 구분해놨다. 대종교는 신앙심에 따라 참교-지교-상교-사교의 단계로 교인을 기록했는데 이정 A가 참교를 받은 날짜는 1922년 3월16일이고, 이정 B가 참교를 받은 날짜는 1918년 11월26일이다.
KBS는 이정의 공훈록(독립유공자공훈록 4권)을 보면 북로군정서, 김좌진 장군의 막빈 등 이정 A의 공로가 기록돼 있다고 밝혔다. 현충원에 안치된 위패는 이 공훈록에 따른 것이라는 주장이다.
특히 서훈 이유를 적어놓은 보훈처 공적조서는 1. 북로군정서 모연대장 2. 청산리 전역 후 지방 피신 중 일병 주구손에 피살 3. 대종교 신자 무후 4. 대종교인 검거 고문 옥사(한국독립운동사 p.86) 등으로 돼 있다. KBS는 1번과 2번은 이정 A것이고 3번과 4번은 이정 B 것이라며 보훈처 기록상 동명이인 이정 A, B의 기록이 하나의 공적조서에 뒤섞여 있음을 지적했다.
보훈처 공훈록과 공적조서에 밀정 이정의 행적이 명확히 나와 있어 현충원에 안치된 위패는 밀정 이정의 것이라고 볼 수밖에 없다는 주장이다. 다만 보훈처가 이정 A와 이정 B의 공적조서를 뒤섞어놓은 것은 보훈처가 소명하고 책임지고 구분해야 한다는 입장이다.
KBS는 "이런 모순된 내용을 국가 보훈처에 질문했다. 그러나 보훈처는 어떤 자료가 맞는지 현재로선 확인할 수 없다는 답변을 보내왔다"고 전했다. 이번 문제는 국가의 독립유공자 서훈이 주먹구구로 이뤄진 결과라는 지적이 나온다. 애초 동명이인 이정의 공적을 구분하지 못했고, 서훈 뒤에도 적극적으로 수정하려는 조치는 없었다.

### KBS 이재석 기자의 반박
또 다른 이정의 후손의 제보로 미디어오늘 2019년 9월 4일에 글이 실리자 이재석 기자가 KBS 탐사보도부의 공식 의견이 아닌, <밀정 2부작>을 제작한 취재기자의 개인적 소견을 2019년 9월 5일 미디어오늘에 밝혔다.
이정은 청산리전투에 참가했다. 그 공로를 인정받아 1963년 건국훈장 독립장을 받았다. 그런데 취재진이 발굴해 보도한 일본 기밀문서를 보면 그가 청산리전투 4년 뒤 밀정으로 변절한 흔적이 명료하게 확인된다. 여기까지는 논란도 없고 반론도 없다. 즉 이정은 밀정이 맞다.
문제는 훈장을 줄 때 근거가 되는 '공적'이다. 그가 받았다는 건국훈장의 근거가 되는 공적을 살펴보다가 동명이인으로 보이는 두 사람의 공적이 한데 뒤섞였다는 사실을 취재진이 발견했다. 취재진이 밀정으로 고발한 이정A와 또 다른 인물인 이정B의 공적이 뒤섞여서 '한 명의 인물'이 되었고 그 인물에게 훈장이 수여된 것이다.
정부는 그렇게 뒤섞인 걸 구분하지 않은 채 훈장을 줬고, 그렇게 뒤섞인 채로 국립현충원에 이정의 위패(이름을 새긴 비석)가 세워졌다. 후손들에게도 정부 지원금이 나갔다. 이정A는 김좌진의 비서, 그러니까 취재진이 고발한 밀정이다. 이정B는 대종교 활동을 하다가 옥사한 다른 인물이다. 건국훈장은 A의 공적과 B의 공적이 (한 사람인 줄 알고) 다 합쳐져서 수여된 것이다. 만약 밀정으로 밝혀진 이정A의 공적(청산리전투 참전 등)이 빠진다면 등급 조정이 될 게 분명하다. 공적이 줄면 그에 따라 훈장 등급도 낮아질 가능성이 높다.
취재진은 이와 같은 사실을 꼼꼼하게 취재해 전부 방송에 담았다. 게다가 공적 혼재 사실에 대한 후손들의 입장을 듣기 위해, 또 지금의 후손이 A의 후손인지 B의 후손인지 확인하기 위해 보훈처를 통해 만남을 요청했지만 후손들은 거절했다.
현충원 위패는, 다시 말하지만, A의 공적과 B의 공적이 한 사람으로 뒤섞여 '한 개의 비석'으로 세워진 것이다. 그러면 취재진이 촬영할 때 비석을 절반으로 갈라 반쪽만 촬영해야 한다는 이야기인가. 취재진은 대종교 활동을 했다는 이정B에 대해선 비판적으로 보도한 바 없다. 김좌진의 비서이자 훗날 밀정이 된 이정A만 언급했을 뿐이다. 논리적으로도 취재윤리적으로도 문제가 없는 보도였다.
게다가 후손들은 KBS의 보도가 있기 전까지 두 명의 이정이 한데 뒤섞였다는 사실 자체를 몰랐거나 알고서도 소극적으로 대응했을 가능성이 높아 보인다. 만약 알았다면 본인들 스스로가 국가보훈처에 이 사실을 알리고 바로잡았어야 했다.